# اومر توکاچ
اومر توکاچ (انگلیسی: Ömer Tokaç؛ زادهٔ ۲۶ اکتبر ۲۰۰۰) بازیکن فوتبال اهل آلمان است.
از باشگاه‌هایی که در آن بازی کرده‌است می‌توان به باشگاه فوتبال شونان بلمار اشاره کرد.
وی همچنین در تیم ملی فوتبال Turkey U15 بازی کرده‌است.